# Flogger
Flogger é um estilo de roupas e comportamento, além de uma variação musical dos estilos pop e rock composto de Música eletrônica. Surgido em 2004 na Argentina primeiramente como um estilo comportamento entre os jovens que utilizavam de sites como Fotolog e photoblog. O estilo é composto principalmente de calças justas, chamadas skinny, em meninos ou meninas, variado com cores como vermelho e verde, camisetas de gola 'V', chamadas V-shirts, cores fluorescentes, sapatilhas de lona ou sapatos de skate de cano alto, cabelo em franja escovada para o lado do rosto ou sobre um dos olhos, cabelos lisos e óculos chamados Ray-ban wayfarer. É comum chamar de "floggers" a qualquer adolescente seguidores deste estilo.
Em meados de 2007 esta moda acabou se revertendo na música, marcada por elementos electro house e techno, mesclado por música pop, rock e até hardcore, além de movimentos particulares de cada país como tecktonik da França, jumpstyle da Bélgica e shuffle da Austrália. Dentre os seguidores do estilo flogger destaca-se principalmente Jackeline Herrera (ou Jake Herrera ou Jack como prfere ser chamada) a cantora americana Katy Perry, além de outras cantoras como Kesha e Lady Gaga. No Brasil identificamos o estilo em bandas como Restart, Cine, Hori e na cantora Jullie.